# Kongens Lyngby
Kongens Lyngby – miasto w północnej części Zelandii, największej wyspie Danii, na północ od Kopenhagi.
Miasto składa się z dwóch głównych dzielnic: Lyngby (wschód) i Ulrikkenborg (zachód).
Miasto jest siedzibą Duńskiego Uniwersytetu Technicznego.
W mieście znajduje się stacja kolejowa Lyngby.